# Maurice Gillen
Maurice Gillen (25 de julho de 1895 — 6 de abril de 1974) foi um ciclista luxemburguês, natural da França.
Participou nos Jogos Olímpicos de 1924, realizados em Paris, França. Com a equipe luxemburguesa de ciclismo de pista, Gillen competiu na prova de velocidade, mas não conseguiu terminar a corrida.